# 热离子转换器
热离子转换器（英語：Thermionic converter）由热电极组成，热电极通过势能垒的热辐射向较冷的电极发射电子，从而产生有用的电力输出。铯蒸汽用于优化电极的功函数，并通过等离子体中的表面电离或电子碰撞电离提供离子以中和电子空间电荷。

## 定义
从物理电子学的观点看，热离子能量转换是从热离子发射电子的热量中直接产生电力，而从热力学的观点看，又是在发电循环中利用电子蒸气作为的工作载体。热离子转换器由热发射极和较冷的收集极组成，电子通过热离子发射从热发射极中蒸发出来，在电极间经等离子体传导后，冷凝在收集极中，通常会在发射极表面产生每平方厘米几安培的电流。根据发射极温度(1500–2000 K)和工作模式的不同，一般以0.5–1伏的电位差和5–20%的热效率向负载提供电力。

## 历史
在1957年威尔逊（V.Wilson）首次演示实用电弧式铯蒸气热离子转换器后，接下来的十年中，对它的应用得到进一步体现，包括它与太阳能发电、燃烧、放射性同位素和核反应堆热源的使用。然而，最受重视的应用是将热离子核燃料元件直接集成到核反应堆的堆芯中，以便在太空中生产电力。热离子转换器的极高工作温度使它难以在其他应用中得到实际使用，但在需要辐射散热的太空电力应用中，热离子转换器比其他能量转换技术具有决定性的优势。1963年至1973年期间，美国、法国和德国开展了大量的热离子太空反应堆开发项目，1983年至1993年期间，美国恢复了重要的热离子核燃料元件开发计划。
1967年至1988年间，前苏联将热离子动力系统与各种核反应堆(贝斯5型、托帕兹)结合使用，作为部分军事监视卫星的电源，更多详情参见宇宙954号。
尽管随着美国和俄罗斯太空计划的削减，热离子反应堆使用的优先等级已降低，但热离子能量转换的研究和技术开发仍在继续。近年来推出了太阳能热离子太空电源系统的技术开发项目，而应用于民用热电联产和整流的燃烧-加热热离子系统原型也业已开发。

## 说明
热离子能量转换的科学方面的研究主要涉及表面物理和等离子体物理领域。电极表面性质决定了电极表面的电子辐射电流和电势的大小，而等离子体性质决定了电子流从发射极到收集极的传输。迄今为止，所有实用的热离子转换器都在电极之间使用铯蒸汽，这是受表面和等离子体性质所决定，因为铯是所有稳定元素中最容易电离的。
热离子发生器就像一台循环热引擎，其最大效率受到卡诺定律限制。它是一种低压大电流装置，在1-2伏电压下，电流密度达到25-50(安培/厘米2)。如果锅炉的竖管是热离子发生器的阴极和阳极，且里面充满电离铯蒸汽的话，则高温气体的能量就可部分转化为电能。
主要关注的表面性质是功函数，它是限制表面电子发射电流的屏障，本质上是表面电子的汽化热，功函数主要由吸附在电极表面的一层铯原子所决定；电极间等离子体的性质则由热离子转换器的工作模式所决定：点燃(或“电弧”)模式下，等离子体通过热等离子体电子(~3300 K)的内部电离来维持；未点火模式下，等离子体通过向冷等离子体中注入外部产生的正离子来维持；在混合模式下，等离子体是通过从热等离子体电极区转移到冷等离子体电极区来维持。

## 近期的研究
以上所引用的所有应用都采用了这样的技术，即热电子转换器的基本物理理解和性能与1970年以前基本相同。但在1973年至1983年期间，美国在化石燃料工业和商业电力生产中对先进低温热离子转换技术进行了重大研究，而且对太空反应堆和海军反应堆的应用研究一直持续到1995年。这些研究表明，在较低的工作温度下，通过向铯蒸汽中增氧 、抑制电极表面电子反射以及通过混合模式操作，可有效改善转换器的性能。同样，俄罗斯也已证明通过使用含氧电极以及采用先进热离子转换器性能的系统设计研究所获得的改善。最近的研究已表明，热离子转换器中激发出的铯原子形成铯-里德堡物质团簇，使收集极的辐射功函数从1.5电子伏特降低到1.0–0.7电子伏特。由于里德堡物质的长寿型性质，这种低功函数会在很长一段时间内保持较低的水平，这从根本上提高了低温转换器的效率。

## 参看
- 核电池
- 射线电池
- 光电核电池
- 放射性同位素压电发电机
- 热传导发电机
- 放射性同位素热能发电机